# Galanthus woronowii
Galanthus woronowii е многогодишен представител на род кокиче, семейство Кокичеви. Цъфти в периода март-април. На височина достига до 15 см. Произхожда от Русия. Не се среща в България.